# Adolphe de Gueldre

blason

Adolphe de Gueldre ou Adolphe d'Egmont, né le 12 février 1438 à Grave (duché de Brabant) et mort le 27 juin 1477 à Tournai, est duc de Gueldre et comte de Zutphen de 1465 à 1471.
Il devient duc de Gueldre au détriment de son père grâce au soutien de Philippe le Bon, duc de Bourgogne et maître des Pays-Bas bourguignons. Mais après la mort de Philippe le Bon en 1467, la situation d'Adolphe s'affaiblit sous le règne de son successeur Charles le Téméraire. Adolphe finit par être fait prisonnier par les Gantois en 1471. Libéré après la mort de Charles le Téméraire en janvier 1477, il s'allie au roi de France Louis XI et meurt quelques mois plus tard lors du siège de Tournai.

## Biographie

### Origines familiales et jeunesse
Il est le fils d'Arnold d'Egmont (1410-1473), duc de Gueldre, et de Catherine de Clèves (1417-1479).
Il passe une partie de sa jeunesse à la cour de son beau-frère Jacques II d'Écosse.[réf. nécessaire]

### Duc de Gueldre (1465-1471)
En 1465, Arnold de Gueldre se brouille avec le duc de Bourgogne Philippe le Bon à propos de l'élection de l'évêque d'Utrecht. Philippe dépose Arnold et le remplace par Adolphe, qu'il fait entrer dans l'ordre de la Toison d'or et qu'il marie avec sa nièce, Catherine de Bourbon. 
Mais Philippe le Bon meurt en 1467 et son successeur, son fils Charles le Téméraire, se brouille avec Adolphe. 
En 1468, Adolphe participe victorieusement à la bataille de Straelen pour la reprise de la ville de Wachtendonk alors aux mains du duc Jean Ier de Clèves.

### Prisonnier des Gantois (1471-janvier 1477)
En 1471, alors que Louis XI, en conflit avec Charles le Téméraire, s'empare d'Amiens et que Charles le Téméraire se replie sur Hesdin, Adolphe repart vers son duché de Gueldre. Mais il est reconnu aux environs de Namur et fait prisonnier par les Gantois. Arnold remonte sur le trône de Gueldre et lègue le duché à Charles le Téméraire. 
Adolphe n'est libéré qu'à la mort du duc de Bourgogne, survenue le 5 janvier 1477 à Nancy. 

### Combats pour le duché de Gueldre (janvier-juin 1477)
Reconnu comme duc par les États de Gueldre, il cherche l'appui de la France pour reconquérir son duché, occupé par les Habsbourg[réf. nécessaire]. Il combat avec l'armée française, mais est tué au siège de Tournai.
Il est inhumé dans la cathédrale Notre-Dame de Tournai. Son tombeau a probablement été détruit en août 1566 lors de la crise iconoclaste, un des préludes de la guerre de Quatre-Vingts Ans à l'origine des Provinces-Unies. 

## Mariage et descendance
Le 28 décembre 1463, il épouse à Bruges Catherine de Bourbon (1440-1469), fille du duc de Bourbon Charles Ier, et d'Agnès de Bourgogne. Ils ont deux enfants :
- un fils, Charles (1467-1538), duc de Gueldre ;
- une fille, Philippe (1467-1547), mariée en 1485 au duc de Lorraine René II (1451-1508), le vainqueur de Charles le Téméraire en 1477 ; elle est notamment la mère de Claude de Lorraine, premier duc de Guise.